# Григораш Володимир Васильович
Володимир Васильович Григораш (7 червня 1890, м. Пирятин, Полтавська губернія — † 2 липня 1953 Абондан, Франція) — підполковник Армії УНР.
Відповідно до українського законодавства є борцем за незалежність України у ХХ столітті.

Українські ветерани Армії УНР, Візен-Шалетт-сюр-Луан, Франція, 1936 рік.
Сидять (зліва направо): 1. Олександр Свенціцький, 2. Петро Пашин, 3. Юрій Бацуца, 4. Олександр Удовиченко, 5. М. Левицький, 6. Павло Бушило, 7. Дем'ян Долотій, 8. Микола Ковальський.
Стоять (зліва направо): 9. Ілько Шаповал, 10. Михайло Левицький, 11. Михайло Пастушенко, 12. Володимир Говорів, 13. Дмитро Бакум, 14. Володимир Григораш, 15. Яків Тимошенко, 16. Тадей Нетреба, 17. Дмитро Климів, 18. Галаган, 19 або 21. Іван Кислиця, 22. Михайло Сачок, 23. Іван Охмак, 24. Єфрем Балинський, 25. Антін Більський

## Життєпис
Народився в місті Пирятин. Брав участь у Першій світовій війні. Останнє військове звання в російській армії — штабс-капітан.
На службі в Армії УНР з 1918 року. У 1920—1923 р. — старшина 19-го куреня, 3-ї Залізної дивізії Армії УНР.

## Нагороди
Хрест Симона Петлюри (нагороджений під № 21)